# Linare FC
O Linare FC é um clube de futebol com sede em Leribe, Lesoto. A equipe compete na Lesotho Premier League.

## História
O clube foi fundado em 1931.

## Títulos
Lesotho Premier League (3): 1973, 1979, 1980